# 다카노스정
다카노스정(鷹巣町) 아키타현 기타아키타군에 존재했던 정이다. 2005년 3월 22일, 기타아키타군의 모리요시정·고가와정·아니정과 합병하여 기타아키타시가 되어 폐지되었다.

## 지리
다카노스정은 기타아키타 군의 중앙에 위치하며 동쪽은 오타테 시와 히나이 정, 서쪽은 야마모토 군 후쓰이 정과 후지사토 정, 남쪽은 아이카와 정과 모리요시 정, 북쪽은 다시로 정에 인접해 있다.
마을 전체 면적의 75.9%는 산림이고, 그 중 약 절반은 국유림이다.
다카노스 역 남쪽으로 아케이드가 있는 역전 상가와 긴자도리 상가가 뻗어 있고, 금융 기관·의료 기관·공공 시설·국가 및 현의 행선 기관이 집적되어 시가지를 형성하고 있다.

## 기후
11월 하순부터 4월 초순까지 약 5개월간이 강설 기간으로 폭설 지대로 지정되어 있다.
- 1909년 1월 12일 - 최저기온 영하 26.5도를 기록
- 1932년 7월 25일 - 최고 기온 38.9도를 기록

## 역사
- 1878년 12월 23일 : 군구정촌 편제법인 아키타현에서 시행해 기타아키타군이 성립하고 군청이 다카노스촌에 설치되었다.
- 1879년1월 15일 : 군청이 개청하였다.
- 1889년 4월 1일 : 정촌제 시행과 함께 다카노스촌, 쓰즈레코촌, 나나쿠라촌, 보자와촌, 사가에촌, 사와구치촌, 나누카이치촌이 성립하였다.
- 1950년 6월 5일 : 정으로 승격하였다.
- 1951년 3월 1일 : 마에야마 신호장이 역으로 승격해 마에야마 역 개업.
- 1955년 10월 1일 : 다카노스정, 쓰즈레코촌,  보자와촌, 사가에촌, 사와구치촌과 합병해 새로운 다카노스정이 되었다. 합병당시 인구는 20,116명이였다.
- 1956년 9월 30일 : 쓰즈레코촌, 나나쿠라촌을 편입하였다.
- 1957년 4월 1일: 다카노스 기상 통보소가 관측 업무를 개시하였다.
- 1958년 4월 1일: 다카노스 초등학교의 학생수가 1,595명이 되었다.
- 1960년  4월 1일: 다카노스 중학교 통합 완료, 학생수가 1,572명의 대규모 학교가 되었다.
- 2005년 3월 22일 : 기타아키타시에 편입해 폐정하였다.

## 행정
- 다카노스 정사무소(鷹巣町役場)
  - 다카노스정 하나조노초19-1(鷹巣町花園町19-1)
- 다카노스 사회 보험 사무소(鷹巣社会保険事務所)
- 다이칸공공직업안정소 다카노스 출장소(大館公共職業安定所 鷹巣出張所)
- 노시로 하천 국도사무소 다카노스 출장소(能代河川国道事務所 鷹巣出張所)
- 센다이 항공 측후소 다이칸 노시로 항공 기상 관측소(仙台航空測候所 大館能代航空気象観測所)
- 아키타현 기타아키타 지역 진흥국(秋田県北秋田地域振興局)
- 기타 교육 사무소(北教育事務所)
- 북부 가축 보건 위생소(北部家畜保健衛生所)
- 오다테노시로 공항 관리 사무소(大館能代空港管理事務所)

## 기타
1987년에 다카스 정사무소 직원 '1인 1제언'에서 '매'자가 붙는 지자체에 의한 상호교류 등이 마을 활성화로 연결되는 것이 아니냐는 방안이 있어 1989년 8월 26일에 '제1회 호크스 서밋'을 미타카 시 탄생 100주년 기념사업으로 개최했다.
같은 매의 이름이 붙은 인연을 바탕으로 상호 우호와 친선을 돈독히 하면서 사람, 문화, 산업 등의 교류, 정보 교환을 통해 풍요롭고 매력 있는 지역사회를 만들기로 합의했다는 공동선언을 냈다.
제1차 서밋 이후 매년 1회 개최해 왔으나 1998년 제10차 서밋을 끝으로 휴지 상태가 되어 2007년 3월 말 해산했지만, 각 지자체는 독자적으로 교류를 거듭해 재해협정을 비롯한 각종 단체와 교류가 전개되고 있다.

## 지역

### 인구
| 신 다카노스정 | 2004년 1월 31일 현재 |
| ------------- | -------------------- |
| 인구（명）    | 21,379               |
| 세대수        | 7,648                |
| 인구밀도      | 65.59명/km2          |

합병 전의 인구
| 정촌          | 1950년의 인구 | 1888년의 인구 |
| ------------- | ------------- | ------------- |
| 구 다카노스정 | 7,861         | 1,522         |
| 쓰즈레코촌    | 4,754         | 3,093         |
| 나누카이치촌  | 3,948         | 2,195         |
| 나나쿠라촌    | 3,476         | 1,645         |
| 보자와촌      | 3,431         | 2,014         |
| 사와구치촌    | 2,577         | 1,584         |
| 사가에촌      | 1,909         | 1,310         |
| 합계          | 27,956        | 13,363        |

## 교통

### 공항
- 오다테 노시로 공항

### 철도
- 동일본 여객철도 오우 본선
- 아키타 내륙 종관 철도 아키타 내륙선

### 도로
- 국도 7호선
- 국도 105호선
- 국도 285호선